# ブライス・キャニオン・ロッジ

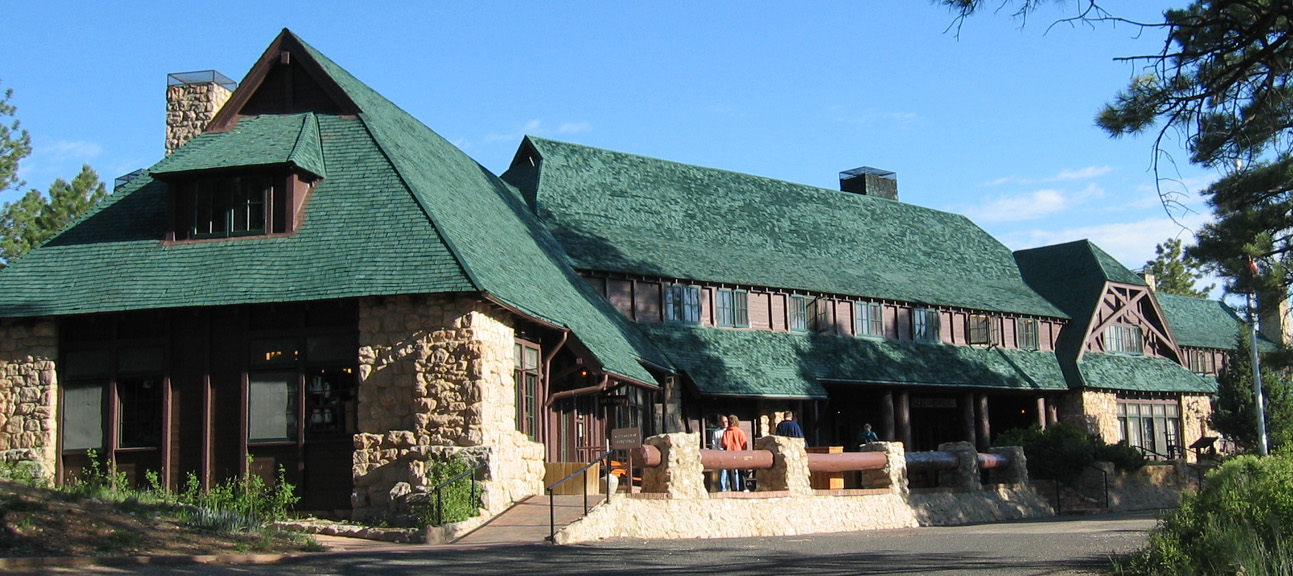
ブライスキャニオンロッジ

ブライス・キャニオン・ロッジは、ブライスキャニオン国立公園にある宿泊施設である。
建築家ギルバート・スタンリー・アンダーウッドによって設計され1925年に完成した。このロッジは1987年に国定歴史建造物に指定された。ユニオンパシフィックループツアーのロッジとして建造されたもののうち、唯一現存するロッジである。客室数は114室。ロッジの建造には、地元の木材と石材が用いられた。